# Juan de Cigorondo
Juan de Cigorondo (o Cigerondo, Ciguerondo, Siguerondo, Cigorrondo, Desigorondo o Cijorrondo), fue un profesor jesuita y autor dramático que nació en 1560 en Cádiz (España), pero emigró a Nueva España (hoy México).

## Reseña biográfica

### Nacimiento e infancia
Juan de Cigorondo nació en 1560 en Cádiz (España). Othón Arróniz supone que Cigorondo vino «con toda la familia a México en 1568», pues al año siguiente su padre, Juan de Cigorondo senior, escribía a España sobre asuntos relacionados con la revuelta de Martín Cortés.

### Comienzos
El 25 de octubre de 1576 fue admitido en la Compañía de Jesús. Luego de terminar sus estudios, en 1585 Cigorondo era maestro de retórica y gramática en Puebla. Fue también profesor en San Ildefonso, donde tuvo a su cargo los cursos de 1586-1587, 1591-1592, 1592-1593 y 1593-1594. Ocupó también la posición de rector de los colegios de San Ildefonso (México, 1592 y 1598), Guadalajara (1595) y Puebla (1603).
Cigorondo fue socio de dos provinciales de la Compañía de Jesús: primero de Esteban Páez y después de Francisco Báez. Esteban Páez (1546-1613) vino a Nueva España por vez primera en 1590 como acompañante del padre visitador Diego de Avellaneda, y regresó en 1594 como provincial, cargo que desempeñó hasta 1598; en el tiempo de su provincialato «tuvo dos socios: el P. Diego López de Mesa, y el P. Juan Ciguerondo». Francisco Báez (1544-1619) sucedió en el provincialato novohispano al padre Páez; desempeñó sus actividades de 1598 a 1602 y «Durante los dos primeros años de su provincialato, su socio fue el P. Juan de Ciguerondo», es decir, desde 1598 hasta 1599 o 1600.
La última noticia de Juan de Cigorondo proviene de una carta de 1609 donde se le nombró superior de la residencia zacatecana.

## Estilo
Sus obras conocidas o atribuibles demuestran un manejo hábil de la métrica italianizante y de las formas españolas tradicionales. En sus composiciones teatrales, prefiere la égloga y el tema bucólico.

## Obras
Su obra se conserva manuscrita y dispersa en, al menos, cuatro bibliotecas. Algunas de sus composiciones se han editado.
1. Biblioteca Nacional de México: composiciones poéticas latinas sueltas en el manuscrito «Jesuitas. De arte Rhetorica. Poemata. Roma, 1577 y México, 1592. 200 hojas (algunas en blanco). Anotaciones marginales, reclamos, viñetas. 21.5 cmm. Perg.»
2. Biblioteca de The Hispanic Society of America: un cartapacio con composiciones poéticas en español clasificado como «Siguerondo, Padre/ [Poesías religiosas varias]/ 216 mm. 63 fols. con numeración antigua. Rústica. Letras varias de la primera mitad del siglo XVII».
3. Biblioteca Nacional de España: dos cartapacios reúnen obra de Cigorondo. Uno, con varias composiciones tetrales, se describe como «Manuscrito en piel valenciana, de fierros dorados y cantos rojos. En el lomo se lee Comedia/ de Cigorondo. Volumen en 8º (15.7 x 10.6). 397 folios». El otro, Églogas. Cancionero M. S., contiene varias composiciones teatrales anónimas, pero cuyo estilo las hace atribuibles a Cigorondo.
4. Real Academia de la Historia, Madrid: tres cartapacios contiene obra que se atribuye a Cigorondo. El primero es un manuscrito con composiciones sueltas. En otro, hay «diálogos escolares […] y otras obras teatrales más extensas […] como el inédito Ocio de J. de Ciguerondo (n.° CDXXXII)», que está publicado. El tercero incluye una versión de otra obra contenida en uno de los cartapacios de la Biblioteca Nacional de España.